# Mairena del Alcor
Mairena del Alcor – gmina w Hiszpanii, w prowincji Sewilla, w Andaluzji, o powierzchni 69,72 km². W 2011 roku gmina liczyła 22 024 mieszkańców. Jest położona około 20 km od stolicy Sewilli i jest dobrze znane z pomarańczy i muzyki flamenco.